# Hifumi Abe
Hifumi Abe (ur. 9 sierpnia 1997 w Kobe) – japoński judoka, dwukrotny mistrz olimpijski z Tokio oraz Paryża.

## Życiorys
Urodził się 9 sierpnia 1997 roku w Kobe.
W latach 2017, 2018, 2022 i 2023 zdobył tytuł mistrza świata. Dwunastokrotnie wygrywał też zawody rangi Grand Slam.
W 2021 roku wziął udział w Letnich Igrzyskach Olimpijskich 2020, gdzie wystartował w kategorii do 66 kg. W drugiej rundzie pokonał 10:00 reprezentanta Francji Kiliana Le Blouch, później w ćwierćfinale zwyciężył 01:00 Jondonperenlejna Baschüü z Mongolii, w półfinale wygrał 10:00 z Danielem Cargninem z Brazylii, a w finale pokonał Gruzina Ważę Margwelaszwili 01:00. Tego samego dnia złoty medal zdobyła jego siostra Uta Abe. Hifumi Abe wystartował też w rywalizacji drużyn mieszanych w judo, gdzie wraz z reprezentacją Japonii zdobył srebrny medal.
W 2024 wziął udział w Letnich Igrzyskach Olimpijskich w Paryżu, gdzie ponownie wystartował w kategorii do 66 kg. W drodze po złoto pokonał kolejno Bence Pongrácza z Węgier, Nurali Emomaliego z Tadżykistanu, Denisa Vieru z Mołdawii i Williana Limę z Brazylii.